# Discriminação contra pessoas intersexo
A discriminação contra pessoas intersexo, também chamada de diadismo, endo, peri ou intersexismo, intersexofobia ou interfobia, intersexomisia, intermisia ou antagonismo intersexual, refere-se a discriminação contra pessoas intersexo.
Indivíduos intersexo naturalmente desenvolvem características sexuais, como cromossomos, gônadas ou genitálias que, segundo o Escritório do Alto Comissário das Nações Unidas para os Direitos Humanos, "não se encaixam em noções binárias típicas de corpos masculinos ou femininos". "Como seus corpos são vistos como diferentes, crianças e adultos intersexo são frequentemente estigmatizados e sujeitos a várias violações dos direitos humanos".
O tratamento discriminatório inclui infanticídio, abandono, mutilação e negligência, além de preocupações mais amplas com relação ao direito à vida. As pessoas intersexo enfrentam discriminação na educação, emprego, saúde, esporte, com impacto na saúde mental e física e nos níveis de pobreza, inclusive como resultado de práticas médicas prejudiciais.
As Nações Unidas, a Comissão Africana de Direitos Humanos e dos Povos, o Conselho da Europa, a Comissão Interamericana de Direitos Humanos e outras instituições de direitos humanos pediram aos países que banam a discriminação e combatam o estigma. Até agora, poucos países protegem as pessoas intersexo da discriminação.

## Proteção contra discriminação

Proteção explícita com base em características sexuais
Proteção explícita com base no status intersexo
Proteção explícita por motivo de intersexo dentro do atributo de sexo

Um primeiro estudo piloto internacional de 2013. Os direitos humanos entre os sexos, de Dan Christian Ghattas, descobriram que as pessoas intersexo são discriminadas em todo o mundo: "Os indivíduos intersexo são considerados indivíduos com um «distúrbio» em todas as áreas em que a medicina ocidental prevalece. Eles são mais ou menos obviamente tratados como doentes ou «anormais», dependendo da respectiva sociedade".

As Nações Unidas afirmam que as pessoas intersexo sofrem estigma com base nas características físicas, "incluindo violações de seus direitos à saúde e à integridade física, livres de tortura e maus-tratos e igualdade e não discriminação". A ONU pediu aos governos que acabem com a discriminação contra pessoas intersexo:
Até agora, algumas jurisdições fornecem proteção explícita contra a discriminação para pessoas intersexo. A África do Sul foi o primeiro país a adicionar explicitamente intersexo à legislação, como parte do atributo de 'sexo'. A Austrália foi o primeiro país a adicionar um atributo independente, de 'status intersexo'. A Malta foi a primeira a adotar uma estrutura mais ampla de "características sexuais", através de legislação que também encerrou modificações nas características sexuais de menores realizadas por razões sociais e culturais. Desde então, a Bósnia-Herzegovina proibiu a discriminação com base em "características sexuais", e a Grécia proibiu a discriminação e crimes de ódio com base em "características sexuais" desde 24 de dezembro de 2015.

## Medicina
Em locais com sistemas de saúde acessíveis, as pessoas intersexo enfrentam práticas prejudiciais, incluindo tratamento involuntário ou coercitivo, e em locais sem esses sistemas, infanticídio, abandono e mutilação podem ocorrer.

### Integridade física e autonomia corporal
As pessoas intersexo enfrentam tratamento médico involuntário ou coagido desde a infância.. Nos casos em que ocorrem sem o consentimento informado pessoal, são "violações de seus direitos à saúde e à integridade física, livres de tortura e maus-tratos e igualdade e não discriminação".
Um estudo australiano de 2016 de 272 pessoas nascidas com características sexuais atípicas descobriu que 60% haviam recebido tratamento médico com base em suas características sexuais, metade recebendo tratamentos com idade inferior a 18 anos, "cirurgias genitais mais comuns (muitas das quais ocorreram na infância) e tratamentos hormonais", e "a maioria experimentou pelo menos um impacto negativo". No geral, enquanto alguns pais e médicos tentaram capacitar os participantes, o estudo encontrou "fortes evidências sugerindo um padrão de vergonha institucionalizada e tratamento coercitivo" e pouca (ou nenhuma) provisão de informações. 16% dos participantes do estudo não receberam informações sobre as opções de não ter tratamento, e alguns receberam informações erradas sobre a natureza de seu tratamento, e também faltavam informações sobre o apoio de colegas. OII Europa informa:
As justificativas para a intervenção médica freqüentemente se concentram no sofrimento dos pais ou problematizam a identidade e a sexualidade futuras de gênero, e são feitos julgamentos subjetivos sobre a aceitabilidade do risco de disforia de gênero futura. Tradicionalmente, os profissionais médicos consideram os piores resultados após a reconstrução genital na infância quando a pessoa desenvolve uma identidade de gênero discordante com o sexo designado quando criança. As instituições de direitos humanos questionam tais abordagens como "informadas por construções sociais redundantes em torno de gênero e biologia".
A tomada de decisão sobre qualquer câncer e outros riscos físicos pode estar entrelaçada com razões de "normalização". Em um importante relatório parlamentar na Austrália, publicado em outubro de 2013, o comitê de referências de assuntos comunitários do Senado ficou "perturbado" pelas possíveis implicações das práticas atuais no tratamento do risco de câncer. O comitê declarou: "os caminhos de intervenção clínica declarados com base nas probabilidades de risco de câncer podem estar encapsulando as decisões de tratamento com base em outros fatores, como o desejo de realizar uma cirurgia normalizada... O tratamento do câncer pode ser considerado um tratamento terapêutico inequívoco, enquanto a cirurgia normalizadora não. Assim, basear uma decisão no risco de câncer pode evitar a necessidade de supervisão judicial de uma maneira que uma decisão baseada em outros fatores não o faça. O comitê está perturbado pelas possíveis implicações disso."
Apesar da nomeação de declarações clínicas como declarações de "consenso", ainda não existe consenso clínico sobre a condução de intervenções cirúrgicas, nem sua base de evidências, tempo cirúrgico, necessidade, tipo de intervenção cirúrgica e grau de diferença que justifica a intervenção. A cirurgia pode afetar adversamente a sensação física e a capacidade de intimidade; no entanto, pesquisas sugeriram que os pais estão dispostos a consentir em cirurgias que alteram a aparência, mesmo ao custo de sensações sexuais posteriores em adultos. Outra pesquisa mostra que os pais podem fazer escolhas diferentes com informações não medicamentosas. Especialistas em direitos da criança sugerem que os pais não têm o direito de consentir com esses tratamentos.
A tomada de decisões clínicas é frequentemente retratada como uma escolha entre intervenções cirúrgicas precoces ou posteriores, enquanto os defensores dos direitos humanos e alguns clínicos retratam as preocupações como questões de consentimento e autonomia.

### Exposição e fotografia médica
Fotografias da genitália infantil intersexo circulam nas comunidades médicas para fins documentais, e indivíduos com características intersexo podem ser submetidos a repetidos exames genitais e expostos às equipes médicas. Sharon Preves descreveu isso como uma forma de humilhação e estigmatização, levando a uma "incapacidade de desviar associações negativas do eu", onde "a genitália deve ser revelada para permitir a estigmatização". Segundo Creighton et al, a "experiência de ser fotografada exemplificou para muitas pessoas com condições intersexo a impotência e a humilhação sentidas durante investigações e intervenções médicas".

## Incitação de crimes de ódio por alegações de crimes sexuais
Uma causa cada vez mais comum de crimes de ódio contra pessoas intersexo é a alegação neurológica de que os cérebros de homens e mulheres têm sexualidades fundamentalmente diferentes, em particular a alegação de que os homens são sexualmente impulsivos e agressivos e tendem a agir de acordo com suas fantasias sexuais enquanto se diz que a maioria das mulheres tem uma gama mais ampla de fantasias sexuais do que a maioria dos homens, incluindo fantasias nas quais seria inaceitável agir. A alegação de que uma combinação de uma característica que a maioria dos homens possui e uma característica que a maioria das mulheres produziria um criminoso sexual se soma às alegações de que as pessoas intersexo são criminosas sexuais. Para diminuir essa discriminação severa contra pessoas intersexo, alguns pesquisadores advogam mais informações públicas sobre as fontes de erro nos estudos sexológicos que, segundo se diz, mostram essas diferenças sexuais. Isso inclui a possibilidade de que os padrões duplos da sociedade possam assustar mais homens do que mulheres a não falarem ou revelarem suas fantasias sexuais (corroborada pela existência de características que diferem entre voluntários do sexo masculino e não-voluntários do sexo masculino, mas não entre voluntárias e não-voluntárias do sexo feminino). pesquisa erótica), dando uma aparência falsa de homens com fantasias sexuais mais estreitas do que as mulheres, e a possibilidade de que homens que desejam ser castrados por suas crenças espirituais possam ter que cometer crimes sexuais e alegar que isso ocorreu devido a impulsos incontroláveis de obter castrados desde que essa cirurgia não esteja disponível (corroborada pela super-representação de grupos religiosos em escândalos de abuso sexual infantil que não podem ser explicados por correlações biopsiquiátricas), criando uma aparência falsa de homens sendo menos capazes de controlar seus impulsos sexuais do que as mulheres. Certos defensores dos direitos intersexo argumentam que isso pode afastar o mito de que as pessoas intersexo são "híbridas degeneradas" para serem criminosas sexuais, criando mais entendimento para as pessoas intersexo.

## Legal
Como todos os indivíduos, alguns intersexo podem ser criados como de um sexo em particular (masculino ou feminino), mas depois se acabar identificando com outro mais tarde na vida, enquanto a maioria não. Como as pessoas não-intersexo, alguns indivíduos intersexo podem se identificar como não-binárias. Uma revisão clínica de 2012 sugere que entre 8,5 e 20% das pessoas com variações intersexo podem apresentar disforia de gênero, enquanto a pesquisa sociológica na Austrália, um país com uma terceira classificação sexual 'X', mostra que 19% das pessoas nascidas com atípica as características sexuais selecionaram uma opção "X" ou "outro", enquanto 52% são mulheres, 23% homens e 6% inseguros.
Os passaportes e documentos de identificação da Austrália e de algumas outras nacionalidades adotaram "X" como uma terceira categoria válida, além de "M" (masculino) e "F" (feminino), pelo menos desde 2003. Em 2013, a Alemanha se tornou a primeira nação européia a permitir que bebês com características de ambos os sexos sejam registrados como sexo indeterminado nas certidões de nascimento, em meio a oposição e ceticismo de organizações intersexo que apontam que a lei parece exigir a exclusão de categorias masculinas ou femininas. O Conselho da Europa reconheceu essa abordagem e preocupações com o reconhecimento de classificações de terceiros e em branco em um documento de 2015, afirmando que elas podem levar a "saídas forçadas" e "levam a um aumento da pressão sobre os pais de crianças intersexo para decidirem a favor de um sexo". O Documento Temático argumenta que "é necessária uma reflexão adicional sobre a identificação legal não binária".

## Esporte
As mulheres cisgênero que têm, ou são vistas como tendo características intersexo, estão sujeitas a estigmatização, humilhação e julgamento pela mídia. Os regulamentos atualmente suspensos da IAAF sobre hiperandrogenismo "determinavam que os comitês olímpicos nacionais 'investigassem ativamente qualquer desvio percebido nas características sexuais'" em mulheres atletas.
Em 2013, foi divulgado em uma revista médica que quatro atletas femininas de elite não nomeadas de países em desenvolvimento foram submetidas a gonadectomias (esterilização) e clitoridectomias parciais (mutilação genital feminina) após o teste de testosterona revelar que tinham uma condição intersexo. O teste de testosterona foi introduzido na sequência do caso Caster Semenya, de uma corredora sul-africana submetida a testes devido à sua aparência e vigor. Não há evidências de que o hiperandrogenismo inato em mulheres atletas de elite confira uma vantagem no esporte. Enquanto a Austrália protege as pessoas intersexo da discriminação, a lei contém uma isenção no esporte. 